# Кузнец, Давид Михайлович
Дави́д Миха́йлович (Ха́имович) Кузне́ц (1861 — 5 января 1912, Чита) — иркутский купец 1-й гильдии, почётный гражданин Иркутска, меценат. Внёс вклад в развитие сибирской угледобычи.

## Биография
В середине 1890-х годов переехал из Томска в Иркутск, где стал купцом 1-й гильдии. Участвовал в разработке угольных месторождений Черемховского бассейна и в строительстве моста через реку Селенгу. В 1904—1905 годах держал подряд на строительство железной дороги по льду Байкала. За успешное выполнение этого подряда получил золотые часы и звание потомственного почетного гражданина Иркутска.
Жертвовал немалые суммы денег на образование. Был членом Иркутского губернского дамского комитета попечительства о тюрьмах, Иркутского отделения музыкального общества, а также вице-президентом Общества поощрения конезаводства.
5 января 1912 года скоропостижно умер в Чите, прах перевезён в Иркутск. Похоронен на Лисихинском кладбище.

## Семья
- Жена — Дина-Эстер (Эсфирь) Давидовна Кузнец.
  - Дочь — Марианна Давидовна Кузнец (22 марта 1896 — 1961), переводчик, языковед в области английского языка, заведующая кафедрой иностранных языков Ленинградского педиатрического медицинского института, жена историка Льва Львовича Ракова и педагога-методиста Иосифа Моисеевича Меттера (1905—1971) — брата писателя И. М. Меттера[1][2].
    - Внуки — историк Юрий Львович Кузнец и журналист Борис Иосифович Меттер (род. 1939).
- Брат жены — литератор Александр Давидович Мейсельман. Племянница — писатель Галина Михайловна Шергова.

## Память
- В 2003 году в Иркутске установлена мемориальная доска в память о Давиде Кузнеце[3].
- Дом Кузнеца — название бывшего доходного дома, расположенного в Иркутске на улице Дзержинского[4], автобусной остановки и кафе. Во дворе дома располагался особняк, а в конце XX века был обнаружен подземный ход[5].